# Maršovice (Chlum)
Maršovice (něm. Maschwitz) je malá vesnice, část obce Chlum v okrese Česká Lípa. Nachází se asi 1,5 km na sever od Chlumu. Je zde evidováno 17 adres. Trvale zde nežije žádný obyvatel.
Maršovice leží v katastrálním území Maršovice u Dubé o rozloze 2,13 km2. Ves leží na severozápadním svahu Maršovického vrchu.

## Další fotografie

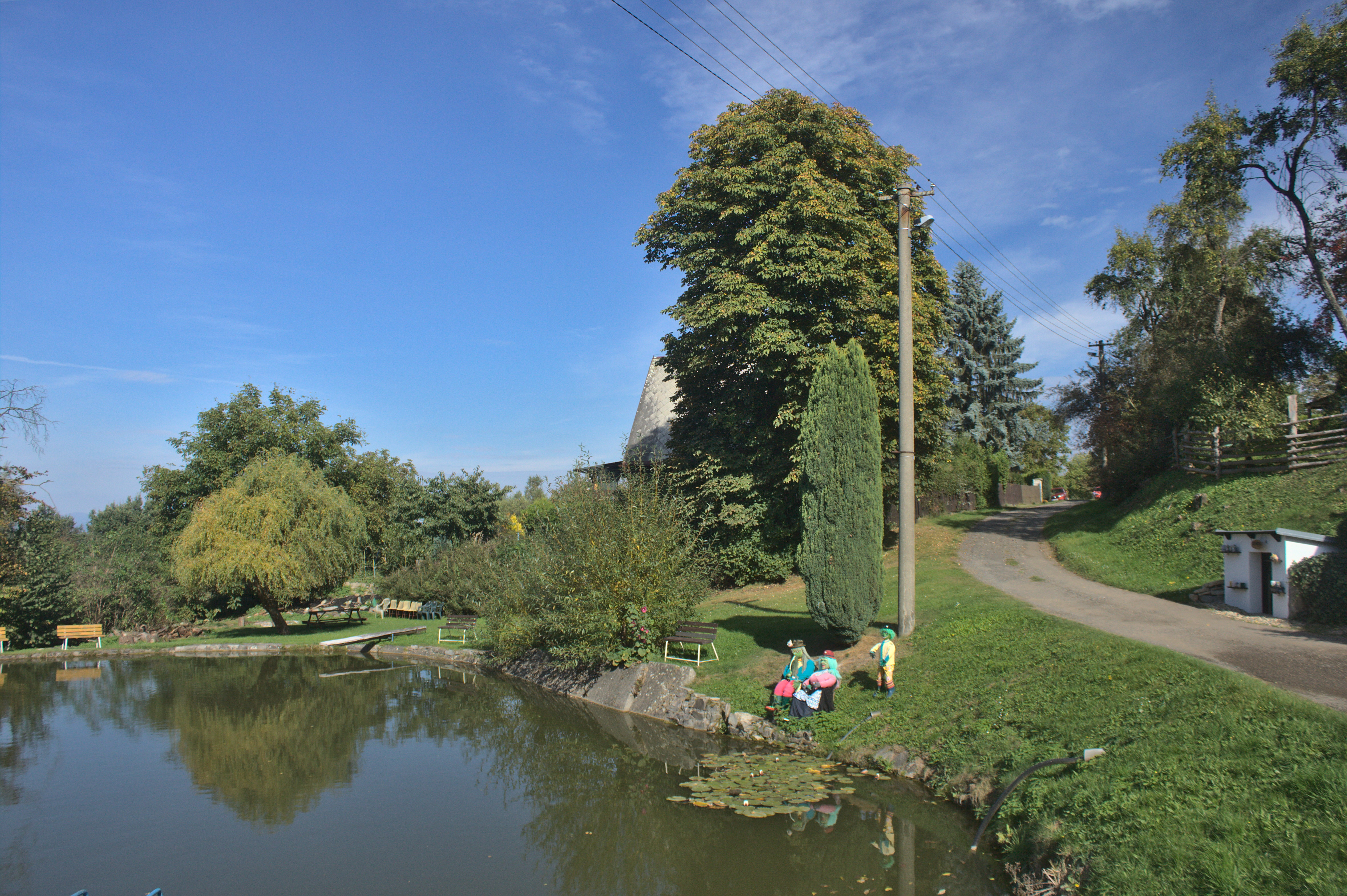
Rybník s vodníkem
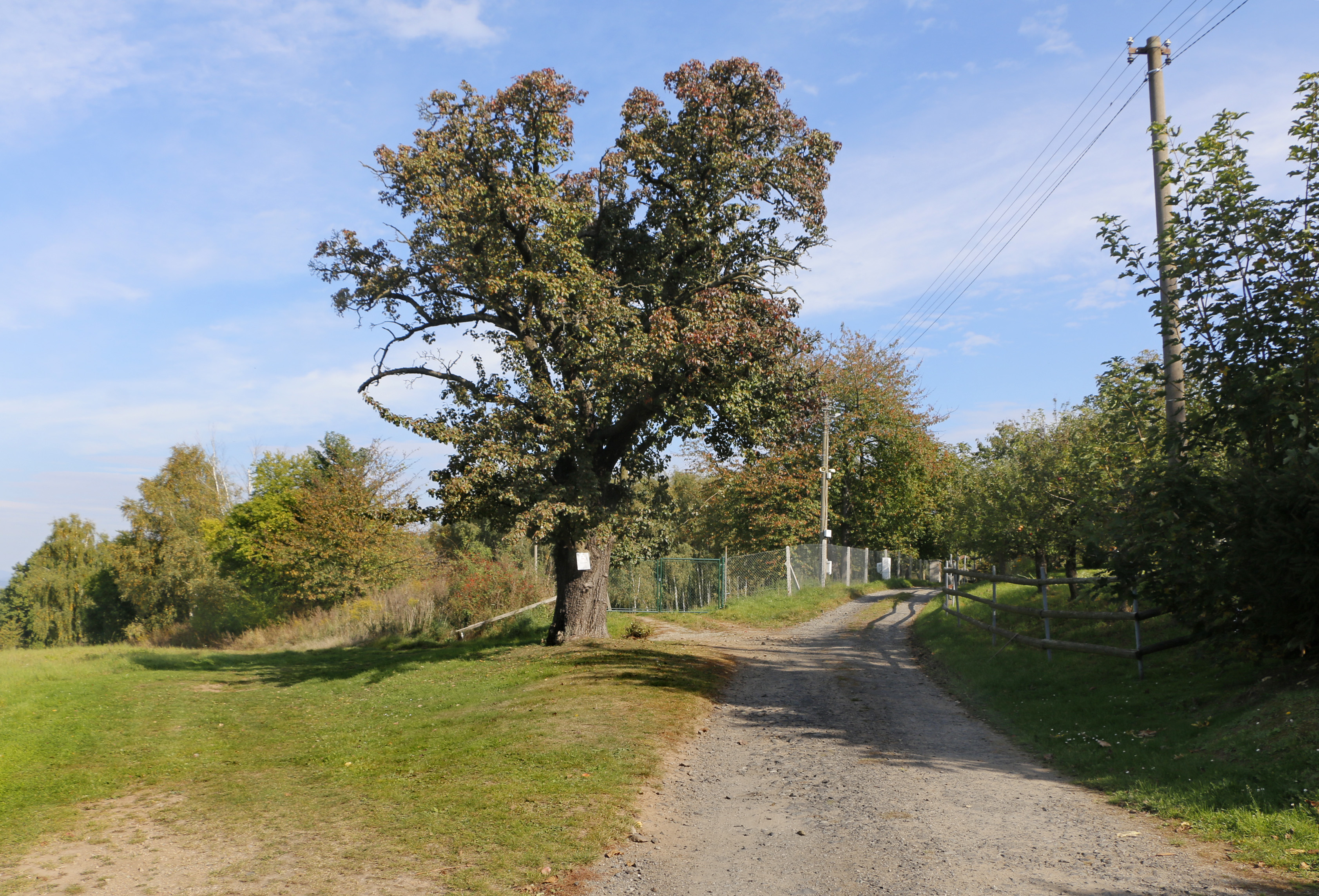
Dub na rozcestí
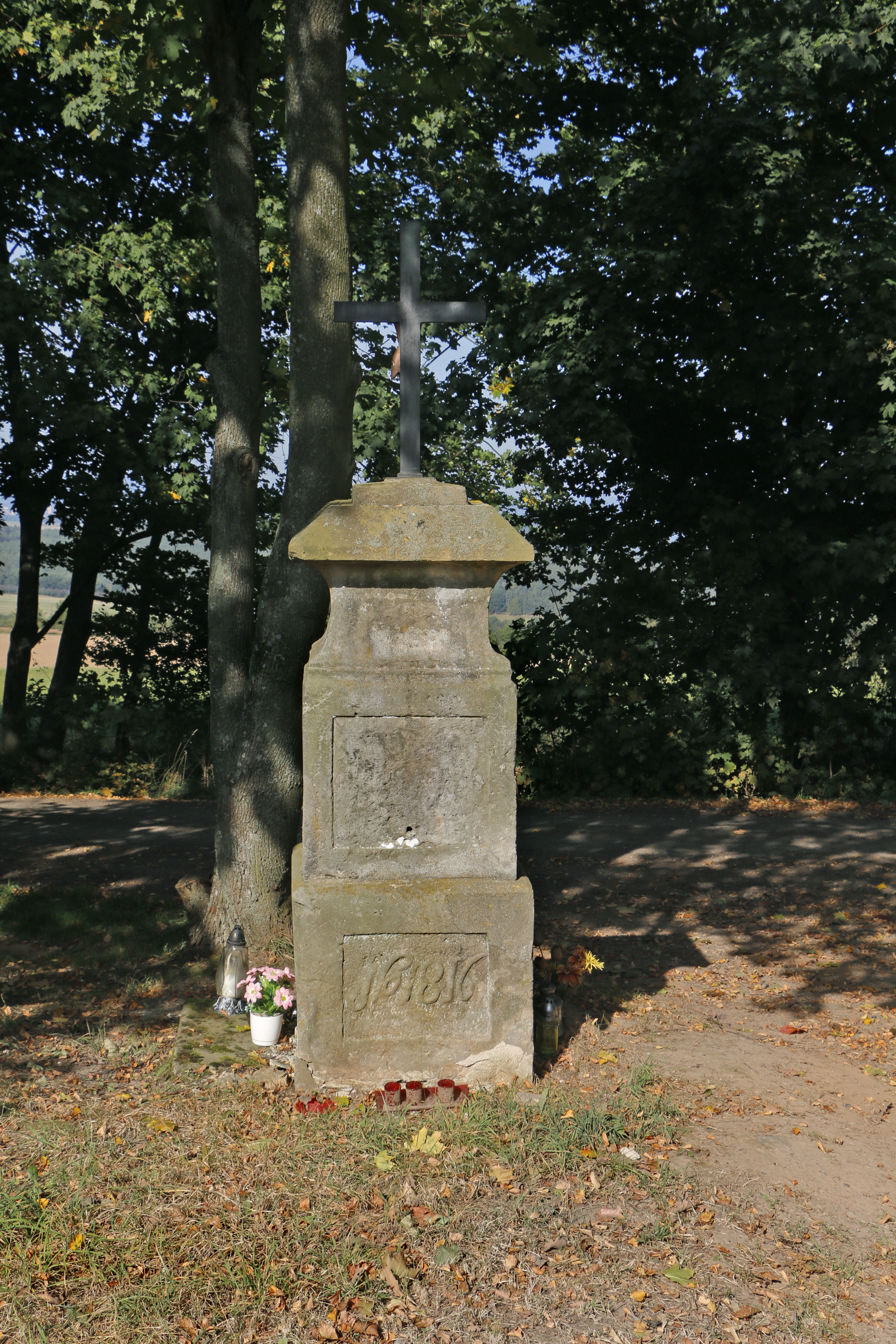
Křížek pod vsí